# جاد خليفة
جاد خليفة (18 سبتمبر 1987-) مغني لبناني

## حياته ومشواره الفني
ولد في جنوب لبنان - بلدة الصرفند ، ترعرع وسط عائلة فنيّة، تستمع لأغاني فيروز بليغ حمدي وعبد الحليم حافظ وأغاني الثمانيات لراغب علامة وربيع الخولي.
فتحت شركة روتانا أبوابها له رغم قلة رصيده الفني، ليحقق انتشارا اوسع، تخرج من ستديو الفن 2002 
أطلق أولى أغانيه في سنة 2009 بعنوان «الصمت بيحكي» كلمات مرسيل مدور والحان ياسر جلال وتوزيع باسم رزق، عام 2010 أطلق أغنية جديدة بعنوان «قولك غلط» كلمات ايميل فهد والحان رواد رعد وتوزيع ميشال فاضل – الاغنية التي نالت شهرته من بعدها عام 2011 «تعا يا حبيبي» كلمات احمد ماضي والحان صلاح الكردي وتوزيع ناصر الاسعد، وفي عام 2021 أطلق أغنية الشيطان بالتعاون مع المنتج اللبناني أحمد شحادة. شارك في العديد من المهرجانات في الأردن ولبنان، الخليج العربي
شبه البعض صوته بصوت الفنان فضل شاكر 

## جاد خليفة وإثارة الجدل
في مارس 2017 شارك العارضة اللبنانية ميريام كلينك في كليب فوتنا القول واصفا، بقوله إنّه أرادَ أن يُحدِثَ “خبطةً إعلامية”.
مضيفا أنّ الاعلام العربي عموماً، واللبناني خصوصاً، نسي أنه موجود على الساحة الفنية، مُبدياً عدمَ ندمه على الكليب الذي فجّر جدلاً واسعاً.
واصفا المجتمع اللبناني بأنه “مجتمع عاهر”، وأنه “مجتمع يُحبّ العهر”، بحسب تعبيره.
وعن الطفلة التي ظهرت في الكليب المثير، إنها ابنة صديقة ميريام، مضيفا أنّه وشريكته في الكليب لم يكونا عاريين على السرير.
ّ اتخذ حينها وزير العدل اللبنانيّ سليم جريصاتي، قراراً بمنع بث فيديو كليب، وسحبه من التداول على جميع وسائل الاعلام المرئية ووسائل التواصل الاجتماعي واليوتيوب، تحت طائلة غرامة قدرها 50 مليون ليرة في حال المخالفة.

## أعماله

### ألبومات
- 2011: تعا يا حبيبي
- 2011: الله معنا
- 2012: جلطة

### فيديو كليبات
- في رصيده العديد من الأغاني المصورة:-

الأغنية/المخرج/الموزع
1. (الصمت بيحكي –عادل سرحان)
2. (قولك غلط –رندلى قديح)
3. (تعا يا حبيبي – احمد المنجد-ناصر الأسعد)
4. حبيبي ومش حبيبي، 2015
5. (فوت الغول«مع ميريام كلينك»-محمود رمزي) مارس 2017
6. رح ترجعي تريو مع ناجي الأسطا، صلاح الكردي وجاد جونيور -حمزة نعمة زلزلي 2018
7. (انسى الموضوع - ريشا سركيس) 2019

### أغاني المسلسلات
- 2014: مقدمة مسلسل عشق النساء